# Rynna Szczepańskich

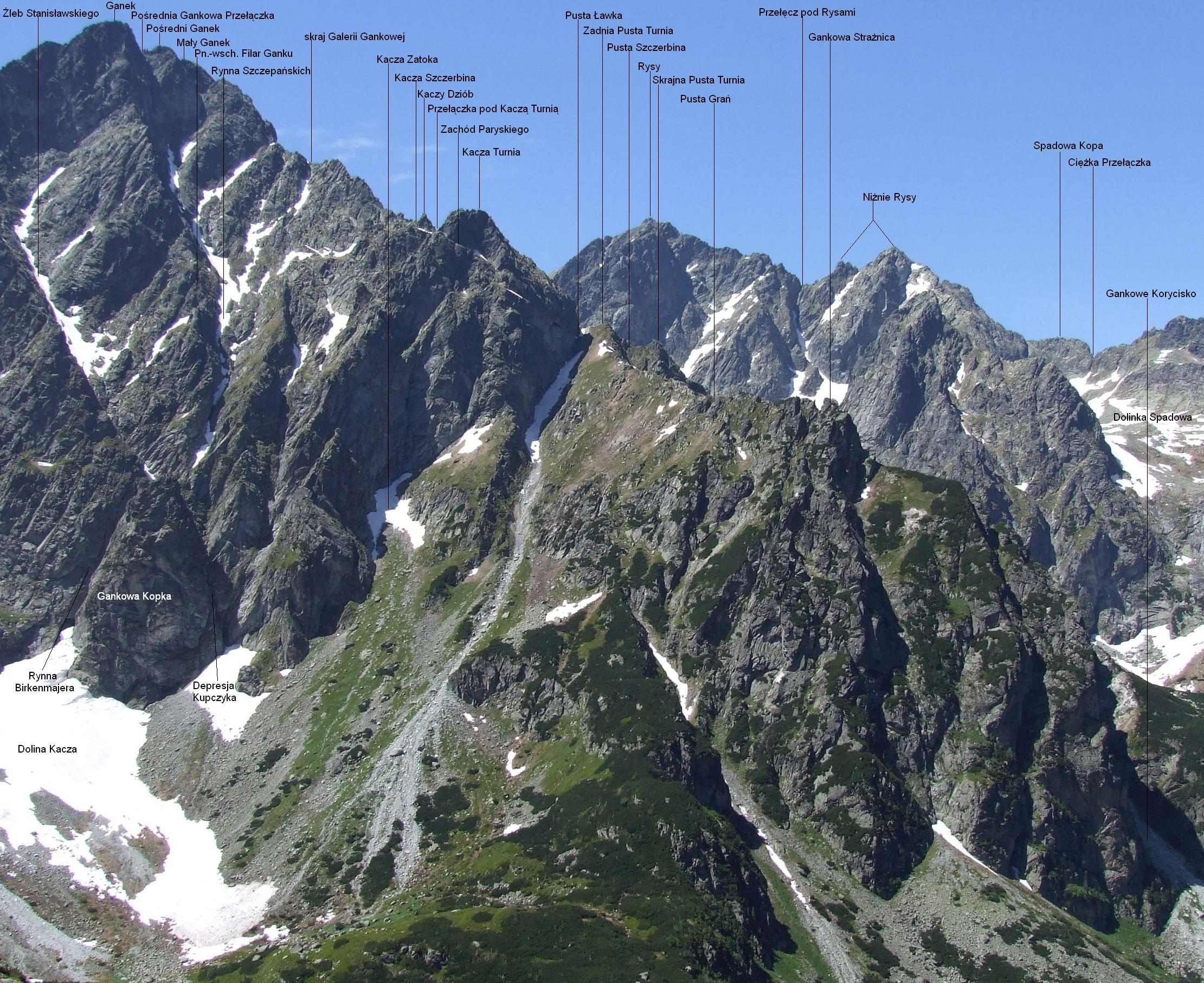
Widok z Doliny Litworowej

Rynna Szczepańskich (słow. Žľab Szczepańských) – olbrzymia depresja w masywie Ganku w słowackich Tatrach Wysokich. Opada z Pośredniej Gankowej Przełączki do Doliny Kaczej i ma kilka odgałęzień. Jej nazwę wprowadził Witold Henryk Paryski. Według Władysława Cywińskiego jest ona nietrafna, nawiązuje bowiem do nazwisk taterników A. Szczepańskiego i J.A. Szczepańskiego, tymczasem w środkowej części tej depresji w 1921 r. był Mieczysław Świerz, zaś Szczepańscy szli tylko jego śladami 5 lat później. Ponadto jest nietrafna topograficznie; charakter rynny ma tylko w dolnej połowie i w górnej części odnóg. Z tego względu W. Cywiński w swoim przewodniku używa nazwy Żleb Świerza.
Całkowita deniwelacja Rynny Szczepańskich wynosi około 680 m. Około 100 m powyżej piargów Doliny Kaczej łączy się ona ze Żlebem Stanisławskiego tworząc głęboko wcięty komin o nazwie Rynna Birkenmajera. W wylocie tej rynny śnieg zalega często przez cały rok. Gdy w 2011 r. W. Cywiński pisał swój przewodnik, Rynna Szczepańskich była częściowo „dziewicza” – żaden taternik nie przeszedł jej w całości, chodzono tylko jej fragmentami.
Rynnę Szczepańskich w całości przechodzono tylko zimą, latem przechodzono poszczególne jej odcinki. W kolejności od dołu do góry są to:
- Rynna Birkenmajera. Pierwsze przejście: Wincenty Birkenmajer i Stanisław Groński 14 kwietnia 1933 r. podczas próby przejścia Północno-wschodniego Filara Ganku. Birkenmajer w czasie próby przejścia tego filara zginął[3].
- Dolna część Rynny Szczepańskich od ostrogi filara do wysokości Pośredniego Gankowego Przechodu. Pierwsze przejście: Czesław Łapiński i Marian Paully pod koniec lipca 1934 r. (w zejściu)[3].
- Żleb Świerza – od poziomu Pośredniego Gankowego Przechodu do skośnego trawersy wychodzącego na północno-wschodnią grań Małego Ganku[3].
- Odcinek o długości około 120 m między drogą Świerza a wariantem Waloszczyka. Pierwsze przejście podczas zimowego przejścia całej depresji[3].
- Najwyższa część depresji. Pierwsze przejście: Michał Czerniecki, Bohdan Didkowski i Piotr Waloszczyk 29 stycznia 1987 r.[3]

Pierwsze przejście całej depresji za jednym razem: zespół Czerniecki-Didkowski-Waloszczyk 29 stycznia 1987 r. (od Rynny Birkenmajera na dole, przez cały Żleb Świerza, po wierzchołek Wielkiego Ganku).